# Leonardo (calcio a 5)
L'Associazione Sportiva Dilettantistica Leonardo è una squadra italiana di calcio a 5 con sede a Cagliari.
Fondata nel 2010, nella stagione 2024-2025 milita nel campionato nazionale di Serie A2 Élite (secondo livello della piramide calcistica nazionale).

## Storia
La società prende nome da uno dei nipoti di un socio fondatore.

### Le origini, le promozioni in Serie C1 e B (2010-2015)
Nella stagione 2010-11 la squadra si iscrive al campionato di Serie C2.
Vince la Coppa di Serie C2.
Nella stagione 2014-2015 il Leonardo gioca nel "Girone Unico Serie C1" dove raggiunge il quinto posto in campionato, partecipa quindi ai playoff dove in finale viene eliminato dal Saviano. La squadra viene comunque ripescata in Serie B 2015-16.

### La Serie B
La prima stagione di Serie B nel 2015-16 è già ricca di soddisfazioni oltre le aspettative per una neopromossa: a fine stagione la squadra si classifica terza ed accede ai playoff dove vince i primi due turni, venendo sconfitta solo in finale dal Bubi Merano. 
La stagione successiva 2016-17 è da record: 21 vittorie consecutive (dalla prima alla 21^ giornata compresa, record ancora imbattuto valido in tutte le categorie del C5) e 70 punti realizzati (su 78 massimi disponibili) che valgono il primo posto in classifica e la promozione in serie A2.

### La Serie A2
La prima stagione in A2 2017-18 è sofferta e vede la squadra classificarsi 11^ e retrocedere in serie B, ma verrà successivamente ripescata. La stagione successiva si classificherà ancora 11^ ed accederà ai playout dove sconfiggerà il Bubi Merano (2-3 e 5-2) salvandosi. Da registrarsi, sempre nel 2018-19, la squadra giovanile Under 21 che raggiunge la finale nazionale giocata a Roma, dove però la Fenice VeneziaMestre vincerà il titolo.
Le stagioni successive andranno meglio: si classificherà 10^ (2019-20) e due volte 6^ (2020-21 e 2021-22). La stagione 2022-23 vedrà il Leonardo piazzarsi 8° ed accedere ai playoff dove sconfigge il Futsal Reggio Calabria (7-6 e 4-3) venendo promosso in Serie A2 Élite 2023-24.

### La serie A2 Élite
La stagione 2023-24 vede il Leonardo piazzarsi quarto ed accedere ai play-off dove elimina il CDM Genova (2-0 e 5-3) ma in semifinale viene eliminato dal Pordenone (4-1 e 2-6).
La stagione 2024-25 è in corso.

## Statistiche e record
Si riportano di seguito le partecipazioni ai campionati della società dalla stagione 2010-11 in poi.
| Livello | Categoria      | Partecipazioni | Debutto   | Ultima stagione | Totale |  |
| ------- | -------------- | -------------- | --------- | --------------- | ------ |  |
| 2º      | Serie A2 Élite | 2              | 2023-2024 | 2024-2025       | 8      |  |
| 2º      | Serie A2       | 6              | 2017-2018 | 2022-2023       | 8      |  |
| 3°      | Serie B        | 2              | 2015-2016 | 2016-2017       | 2      |  |
| 4°      | Serie C1       | 1              | 2014-2015 | 2014-2015       | 1      |  |
| 5°      | Serie C2       | 4              | 2010-2011 | 2013-2014       | 4      |  |

## Palmares
- Promozione in Serie A2 Élite: 1

2022-2023
- Campionato di Serie B: 1

2016-2017